# Сан Мартино (Павија)
Сан Мартино је насеље у Италији у округу Павија, региону Ломбардија.
Према процени из 2011. у насељу је живело 177 становника. Насеље се налази на надморској висини од 494 м.